# 高砂港站
高砂港站（日语：／ Takasago-kō eki */?）是位於兵庫縣高砂市高砂町宮本，日本國有鐵道（國鐵）高砂線的貨運車站（廢站）。

## 歷史
- 1914年（大正3年）9月25日：播州鐵道（日语：播州鉄道）高砂浦站（日语：／）啟用[1]。當時為一般車站[1]。
- 1921年（大正10年）5月9日：結束客運業務（變為貨運車站）。但是在毎年7至9月期間，此站會臨時（日语：臨時駅）開設客運業務[2]。
- 1923年（大正12年）12月21日：播州鐵道轉讓給播丹鐵道。
- 1943年（昭和18年）6月1日：播丹鐵道線被國有化，成為鐵道省高砂線的高砂港站[1]。同時廢除臨時客運業務[1]。
- 1971年（昭和46年）3月16日：橋秤停用。
- 1984年（昭和59年）2月1日：車站被廢除[1]。

## 車站構造
此站為地面車站，設有1面1線的貨運月台。另外還有10條側線。此外，在車站西邊設有連接鐘淵化學工業高砂工業所（現時：鐘淵高砂工場）的專用線，車站北邊設有連接福榮肥料（窒燐加肥料工業）高砂工場的專用線。
由於在私鐵時代還有客運業務，因此站內遺留了客運月台。

## 車站周邊
- 鐘淵（日语：カネカ）高砂工場
- 福榮肥料高砂工場
- 加古川（日语：加古川）
- 東播磨港高砂地區（日语：東播磨港）

## 相鄰車站
日本國有鐵道（國鐵）
高砂線（貨物支線）
高砂－（貨）高砂港

### 連接此站的專用線
- 鐘淵化學工業專用線[3]
  - 專用者 鐘淵化學工業株式會社高砂工業所
  - 物流公司 日本通運、高砂通運、新日化產業
  - 作業距離 0.9 km
  - 總距離 1.2 km
  - 作業方法 日通機
- 窒燐加肥料工業專用線[3]
  - 專用者 窒燐加肥料工業株式會社
  - 物流公司 日本通運
  - 作業距離 0.2 km
  - 總距離 0.3 km
  - 作業方法 日通機

## 注腳
1. 1 2 3 4 5 6 7  石野哲 (编).  初版. JTB. 1998-10-01: 242. ISBN 978-4-533-02980-6 （日语）.
2. ↑  「地方鉄道運輸営業一部休止其他」『官報』1921年5月14日（國立國會圖書館數碼化資料）
3. 1 2  名取紀之・滝澤隆久 (编). . Neko出版. 2003: P.228（専用線一覧表のページ）. ISBN 9784777000487 （日语）.

## 相關項目
- 日本鐵路車站列表 Ta